# Sarbinowo (Dobiegniew)
Sarbinowo  (deutsch Schüttenburg) ist ein Dorf in der polnischen Woiwodschaft Lebus. Es ist der Gemeinde Dobiegniew (Woldenberg) im Powiat Strzelecko-Drezdenecki angegliedert.

## Geographische Lage
Der Ort liegt in der Neumark auf einer Höhe von etwa 55 Metern über dem Meeresspiegel, etwa zehn Kilometer südöstlich  des Verwaltungszentrums der Gemeinde in Dobiegniew, 24 Kilometer östlich der Stadt Strzelce Krajeńskie (Friedeberg) und 48 Kilometer nordöstlich  der Stadt Gorzów Wielkopolski (Landsberg an der Warthe).

## Geschichte
Das Dorf Schüttenburg war am Anfang des 19. Jahrhunderts als Koloniedorf bei Friederichsdorf gegründet worden. Um das Jahr 1818 bestand es aus zwölf Wohnhäusern und hatte 88 Einwohner. Im Jahr 1858 gab es hier 29 Wohnhäuser und 256 Einwohner. Die Haupteinnahmequellen der Kolonisten  stammten aus  der Land- und Forstwirtschaft.
Bis 1945 gehörte das Dorf Schüttenburg zum Landkreis Friedeberg Nm., von 1816 bis 1938 im Regierungsbezirk Frankfurt der preußischen Provinz Brandenburg, von Oktober 1938 bis 1945 im Regierungsbezirk Grenzmark Posen-Westpreußen der Provinz Pommern.
Gegen Ende des Zweiten Weltkriegs wurde die Region im Frühjahr 1945 von der Roten Armee besetzt. Bald darauf wurde Schüttenburg unter polnische Verwaltung gestellt. Es begann die Zuwanderung von Polen. In der Folgezeit wurden die Einwohner Schüttenburgs vertrieben. Das deutsche Dorf Schüttenburg wurde in  Sarbinowo umbenannt.

## Einwohnerzahlen
- 1818: 88[1]
- 1858: 265, darunter zwei Juden[2]
- 1925:  235, darunter ein Katholik, keine Juden[3]
- 1933: 236[4]
- 1939: 214[4]